# ピョートル・ポノマレフ
ピョートル・ポノマレフ（Petr Ponomarev）は旧ソビエト連邦の柔道選手。階級は65kg級。

## 人物
1976年のヨーロッパジュニア軽量級で2位になった。1980年のモスクワオリンピック65kg級には国内の同じ階級にニコライ・ソロドクリンがいたために出場できなかった。1981年の世界選手権では銅メダルを獲得した。

## 主な戦績
- 1976年 - ヨーロッパジュニア　軽量級　2位
- 1978年 - ハンガリー国際　2位
- 1978年 - ルーマニア国際　2位
- 1980年 - 東ドイツ国際　3位
- 1981年 - 世界選手権　3位
- 1982年 - ヨーロッパ選手権　7位